# Refuge d’Arrémoulit
Das Refuge d’Arrémoulit ist eine Schutzhütte der Sektion Pau des Club Alpin Français. Sie liegt in Frankreich in den Pyrenäen im Département Pyrénées-Atlantiques in der Region Nouvelle-Aquitaine und ist zugänglich von der Cabane de Caillou de Soques (1400 m) an der D934 des Col du Pourtalet oder vom Lac d’Artouste in 1½ Stunden.

## Merkmale und Informationen
Die Hütte wird von Anfang Juni bis Ende September bewirtet. Die Stromversorgung erfolgt über Solarstrom, so dass Notrufe getätigt werden können, obwohl der Bereich nicht vom Mobilfunknetz abgedeckt wird.

## Zugang
Die Hütte ist vom Vallée d’Ossau in der Nähe des Col du Pourtalet in 3 bis 4 Stunden zu erreichen, von der Cabane de Caillou de Soques (1400 m) ausgehend über die seilgesicherte Passage d’Orteig, Vom Lac d’Artouste ist die Hütte in 1,5 Stunden zugänglich mit dem Petit train d’Artouste, dann entlang des Sees und entlang der Lacs d’Arrémoulit.

## Aufstiege
Die nahegelegenen Gipfel sind
- Der Pic Palas (2974 m)
- Der Pic du Balaïtous (3144 m)
- Der Frondella (3063 m)